# Луис Трокколи (стадион)
Стадион Монументаль Луис Трокколи, либо просто Луис Трокколи или Трокколи (исп. Estadio Luis Tróccoli) — футбольный стадион в городе Монтевидео, расположен в районе Ла-Палома. Домашний стадион клуба «Серро».

## История
Стадион назван в честь бывшего президента «Серро», уругвайского политика, Сенатора Республики и члена Партии Колорадо Луиса Трокколи (1921—1993).
Первый матч на стадионе состоялся 22 августа 1964 года, когда в товарищеской игре хозяева обыграли аргентинский «Ривер Плейт» со счётом 5:2. В 2010 году стадион был обновлён.
Трибуны «Луиса Трокколи» носят оригинальные названия — главная (северная) трибуна названа в честь Аргентины, ей противостоит трибуна «Бразилия», а между ними — трибуны «Парагвай» и «Чили». Трибуна «Парагвай» в настоящее время не используется.
До 2016 года стадион «Луис Трокколи» был вторым по вместимости стадионом Уругвая, принадлежащим одному клубу, после стадиона «Насьоналя» Гран Парк Сентраль. После открытия стадиона «Пеньяроля» Кампеон-дель-Сигло арена «Серро» стала по этому показателю третьей в стране.
В целях безопасности значительная часть периметра «Луиса Трокколи» обнесена сплошной стеной с колючей проволокой в верхней её части. Для «сглаживания» такого мрачного эффекта руководство «Серро» пригласило художника Лепольдо Но́воа (1919—2012), чтобы тот разукрасил своей графикой эти участки стены.

## Галерея

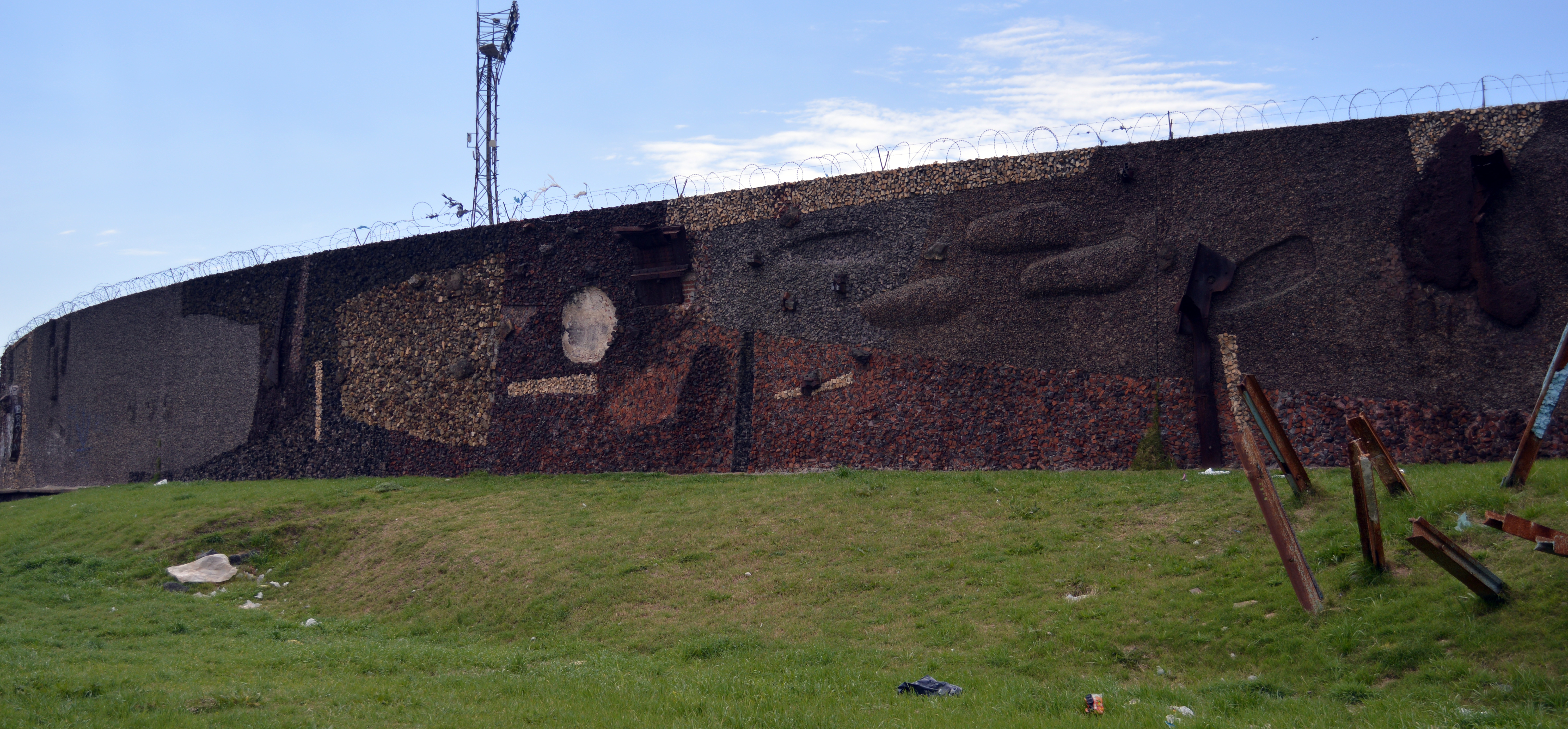
Южная часть стены («Виста Сур») с графикой Лепольдо Новоа
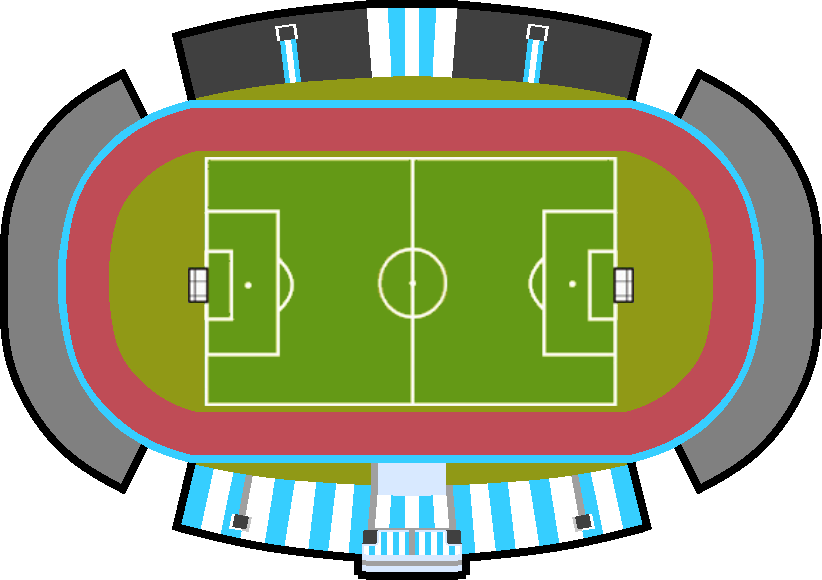
Схема стадиона «Монументаль Луис Трокколи»